# Миотом
Миотом (миомер, мышечная пластинка, мышечный сегмент; от др.-греч. myos — «мышца» и tome — «разрез, отрезок») — парный зачаток скелетной мускулатуры у зародышей хордовых животных (в том числе и человека).
Миотом развивается из спинной части внутренней стенки сомита. Располагается в средней части сомита, между дерматомом и склеротомом. В процессе зародышевого развития из клеток миотома образуется вся поперечнополосатая мускулатура тела, за исключением мышцы сердца. Гладкие мышцы и миокард образуются из клеток спланхнотомов.